# Мирослав Масин
Мирослав Масин је македонски сликар, рођен је 1963. године у Нишу.

## Биографија
Мирослав Масин је дипломирао на Факултету ликовних уметности на Одсјеку за сликарство у Скопљу 1988. Члан је ДЛУМ-а, а у периоду од 2000. до 2001. био је председник ДЛУМ-а. Студирао је у Великој Британији, Француској и Чешкој. Поред самосталних изложби, Масин учествује у инсталацијама и наступима, на видео спотовима и сценском дизајну у три представе: 1993, 1994 и 2013. године, музички Пенелопе Икс.

## Стваралаштво
Почевши са самосталним изложбама у 1988. Мирослав Масин је реализовао више од педесет изложби у земљи и иностранству, међу којима су: Ђенова, Париз, Стразбур и Мајен у Француској, Берлину, Лондону, Београду, Сарајеву, Зрењанину, Подгорици, Љубљани, и другде. Мирослав Масин је произвео више од двадесет пет инсталација и перформанса, укључујући и "Монкеи-АПЕ-ман" (1986, Стара Чаршија, Скопље) "Цаге" (1992, КИЦ, Скопље) "Мајмун-човек-банане" (1995 , КИЦ, Скопље) "Миро и Емил" (1997, Зоолошки врт, Скопље), "Цивилизатион" (2000, Цхимелице, Чешка), "Три жеље" (2005, Зоолошки врт, Скопље), "Цити Поинт "(2009, Нирнберг, Немачка) и други.
15. октобра 2014. године, у Галерији "Омладинског културног центра" у Скопљу отворена самостална изложба у табелама под називом "Ашанти" ( "Енцханте"). 7. априла 2015. године, у Нишком културном центру отворена је самостална изложба маса, под истим насловом.